# Pierre Loti
Pierre Loti, vlastním jménem Louis Marie Julien Viaud (14. ledna 1850, Rochefort – 10. června 1923, Hendaye), byl francouzský námořník a spisovatel. Proslavil se svými dobrodružnými knihami inspirovanými jeho námořnickým životem.
Vyrůstal v protestantské rodině. V 17 letech začal studovat na námořní škole (École Navale) v Brestu. Během námořních cest si psal deník, který dával číst kolegům, jež takto bavil. Jeho kolegové námořní důstojníci ho nakonec přesvědčili, aby pasáže z deníku publikoval, zejména ty, které popisovaly jeho zajímavé zážitky z cesty do Konstantinopole. V roce 1879 tak publikoval román Aziyadé, částečně autobiografický. V roce 1880 vydal další zážitky, tentokrát z Polynésie (již představil značně idylicky jako exotický ráj), a to pod názvem Rarahu (později vyšla pod názvem Lotiho manželství (Le Mariage de Loti)). Kniha inspirovala operu Lakmé (1883) z pera Léo Delibese. Roku 1881 následoval další dobrodružný román Le Roman d'un spahi, tentokrát umístění do prostředí Senegalu.
Roku 1883 vydal jeden ze svých nejslavnějších a nejtypičtějších textů Můj bratr Yves (Mon Frère Yves). V té době působil ve Vietnamu. V září a říjnu 1883 vydal tři články v novinách Le Figaro, jež popisovaly zvěrstva, jichž se Francouzi dopustili během bitvy u Thuận An (20. srpna 1883). Byl kritizován jako zrádce a o jeho případu se široce diskutovalo. To mu ovšem zajistilo značnou popularitu a jeho knihám pomohlo ke známosti. O životě bretonských rybářů vypráví Islandský rybář (Pêcheur d'Islande). Román Paní Chrysanthema (Madame Chrysanthème) pojednával o Japonsku.
Roku 1891 byl zvolen členem Francouzské akademie. Jeho román Ramuntcho z roku 1897, který pojednává o baskických pašerácích, se později stal jeho nejvíce zfilmovávaným dílem. Roku 1906 získal svou nejvyšší hodnost – kapitána. V roce 1910 odešel do civilu. V dalších dílech zpracovával podněty z cest do Izraele, Indie a Číny.
Jeho dílo silně ovlivnilo Marcela Prousta, zejména Le Roman d'un enfant z roku 1890, kde Loti zpracoval vzpomínky z dětství, byť, jak bylo prokázáno literární teorií, při tom značně fabuloval.